# هولتیس
هولتیس (به هلندی: Holthees) یک منطقهٔ مسکونی در هلند است که در بوکس‌میر واقع شده‌است. هولتیس ۲٫۹ کیلومتر مربع مساحت و ۴۵۵ نفر جمعیت دارد.